# Monika Hansen
Monika Hansen (* 9. April 1942; † 26. Juni 2025) war eine deutsche Theater- und Filmschauspielerin.

## Leben
Hansen, Tochter der Komikerin Claire Schlichting, war bis 1971 mit dem Schauspieler Rolf Becker verheiratet. Aus der Ehe gingen die gemeinsamen Kinder Ben und Meret Becker, beide ebenfalls Schauspieler, hervor. Nach der Scheidung heiratete Hansen den Schauspieler Otto Sander, mit dem sie bis zu dessen Tod 2013 verheiratet blieb. Hansens älterer Bruder Jonny Buchardt war ebenfalls Schauspieler.
Ihre Schauspielausbildung erhielt sie von 1959 bis 1962 an der Otto-Falckenberg-Schule in München. Nach ihrem ersten Festengagement am Theater Ulm arbeitete sie anschließend zehn Jahre am Theater Bremen unter der Intendanz von Kurt Hübner, dem sie 1973 an die Freie Volksbühne Berlin folgte. Weitere Stationen ihrer Karriere waren das Schillertheater und die Schaubühne am Halleschen Ufer in Berlin. Dort arbeitete sie unter anderem mit Luc Bondy, Klaus Michael Grüber und Frank-Patrick Steckel zusammen. Letzterer brachte sie für Einar Schleefs Die Schauspieler ans Schauspielhaus Bochum. Sie spielte außerdem am Renaissance-Theater Berlin und am Staatstheater Kassel.
Hansens filmisches Schaffen umfasst rund 40 Film- und Fernsehproduktionen zwischen 1971 und 2022. Sie arbeitete mit mehreren Regisseuren des Neuen Deutschen Films wie Margarethe von Trotta (bei Das Versprechen), Wim Wenders (bei In weiter Ferne, so nah!) und Bernhard Sinkel (bei Kaltgestellt). In dem Kinofilm Der Einstein des Sex (1999) von Rosa von Praunheim spielte sie zusammen mit ihren Kindern Meret und Ben Becker und ihrem Mann Otto Sander. Gleich mehrere Kinofilme drehte sie mit dem Regisseur Lars Kraume. 2005 wirkte sie an dem Kinderfilm Es ist ein Elch entsprungen an der Seite von Mario Adorf mit. Im Fernsehen trat Hansen in bekannten Serien wie Polizeiruf 110 (insgesamt dreimal), Tatort, KDD – Kriminaldauerdienst und Neues aus Uhlenbusch auf.
Monika Hansen lebte zuletzt in Berlin. Im Juni 2025 starb sie im Alter von 83 Jahren.

## Filmografie
- 1971: Ich liebe dich, ich töte dich (Kinofilm) – Regie: Uwe Brandner
- 1977: Rappelkiste (Fernsehserie, 1 Folge)
- 1979: Feuerzeichen (Fernsehfilm)
- 1980: Der Mond scheint auf Kylenamoe (Fernsehfilm) – Regie: Jan Kauenhowen
- 1980: Kaltgestellt (Kinofilm) – Regie: Bernhard Sinkel
- 1980: Neues aus Uhlenbusch (Fernsehserie, 1 Folge)
- 1982: Warten bis Lilli kommt (Fernsehfilm)
- 1989: 10 Minuten Berlin (Kurzfilm)
- 1989: Hals über Kopf (Fernsehserie, 1 Folge)
- 1993: In weiter Ferne, so nah! (Kinofilm) – Regie: Wim Wenders
- 1993: Durchreise – Die Geschichte einer Firma (Fernsehserie, 1 Folge)
- 1994: Im weißen Rößl am Wolfgangsee (Fernsehfilm)
- 1994: Polizeiruf 110 – Totes Gleis (Fernsehreihe) – Regie: Bernd Böhlich
- 1994: Das Versprechen (Kinofilm) – Regie: Margarethe von Trotta
- 1995: Doppelter Einsatz (Fernsehserie, 1 Folge)
- 1996: Kondom des Grauens (Kinofilm) – Regie: Martin Walz
- 1996, 1998: Wolffs Revier (Fernsehserie, 2 Folgen, verschiedene Rollen)
- 1998: Polizeiruf 110 – Das Wunder von Wustermark (Fernsehreihe) – Regie: Bernd Böhlich
- 1999: Der Einstein des Sex (Kinofilm) – Regie: Rosa von Praunheim
- 1999: Rosa Roth – Wintersaat (Fernsehreihe)
- 1999: Männer sind wie Schokolade (Fernsehfilm)
- 2001: My Sweet Home (Kinofilm) – Regie: Filippos Tsitos
- 2003: Tatort: Hexentanz (Fernsehreihe)
- 2005: Polizeiruf 110 – Dettmanns weite Welt (Fernsehreihe) – Regie: Bernd Böhlich
- 2005: Keine Lieder über Liebe (Kinofilm) – Regie: Lars Kraume
- 2005: Fremde Haut (Kinofilm) – Regie: Angelina Maccarone
- 2005: Es ist ein Elch entsprungen (Kinofilm) – Regie: Ben Verbong
- 2006: Kommissar Stolberg (Fernsehserie, 1 Folge)
- 2008: KDD – Kriminaldauerdienst (Fernsehserie, 2 Folgen)
- 2008: Die Lüge (Fernsehfilm) – Regie: Judith Kennel
- 2009: Hinter Kaifeck (Kinofilm) – Regie: Esther Gronenborn
- 2010: SOKO Köln (Fernsehserie, 1 Folge) – Regie: Richard Huber
- 2011: SOKO Wismar (Fernsehserie, 1 Folge)
- 2012: Großstadtrevier (Fernsehserie, 1 Folge) – Regie: Torsten Wacker
- 2013: Meine Schwestern (Kinofilm) – Regie: Lars Kraume
- 2014: Seven Death of a Bird – Regie: Ralf Schmerberg[6]
- 2017: Der König von Berlin – Regie: Lars Kraume
- 2022: Rex Gildo – Der letzte Tanz (Semi-dokumentarischer Film)

## Hörspiele
- 1992: Conny Lens: Ostwind – Regie: Joachim Sonderhoff (Kriminalhörspiel – WDR)
- 2014: Hans Zimmer: Johann verschwindet – Regie: Klaus-Michael Klingsporn (Kinderhörspiel – DKultur)

## Hörbücher
- Solo für ein Mannequin von Grieneisen. Hommage an Valeska Gert, Hörcollage von Peter Eckhart Reichel mit Monika Hansen und Gerd Wameling, duo-phon records, 2001, ISBN 3-937127-00-3.

## Auszeichnungen
- 1994: Adolf-Grimme-Preis für ihre Rolle in Polizeiruf 110: Totes Gleis